# Marcel Rayman

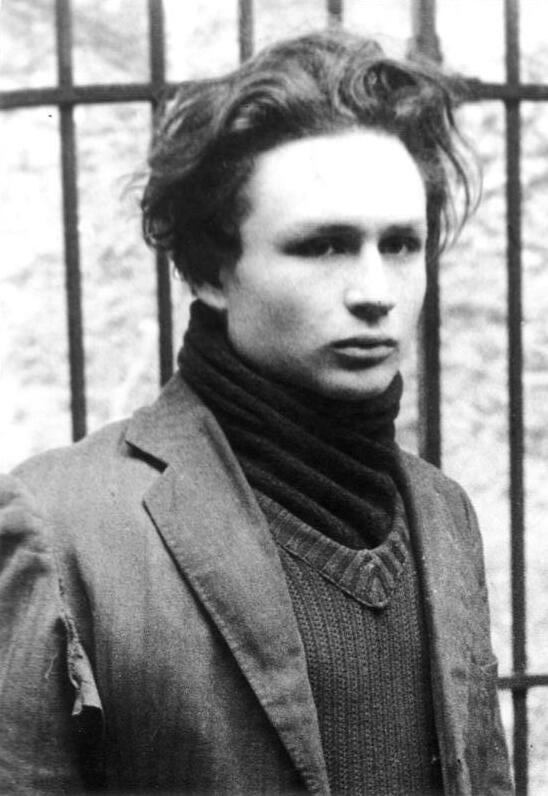
Im Deutschen Bundesarchiv bewahrtes Porträt, das wahrscheinlich Marcel Rayman unmittelbar vor seiner Hinrichtung zeigt. Dieses Foto wurde auch auf dem berüchtigten Affiche rouge abgebildet, einem Anti-Résistance-Plakat

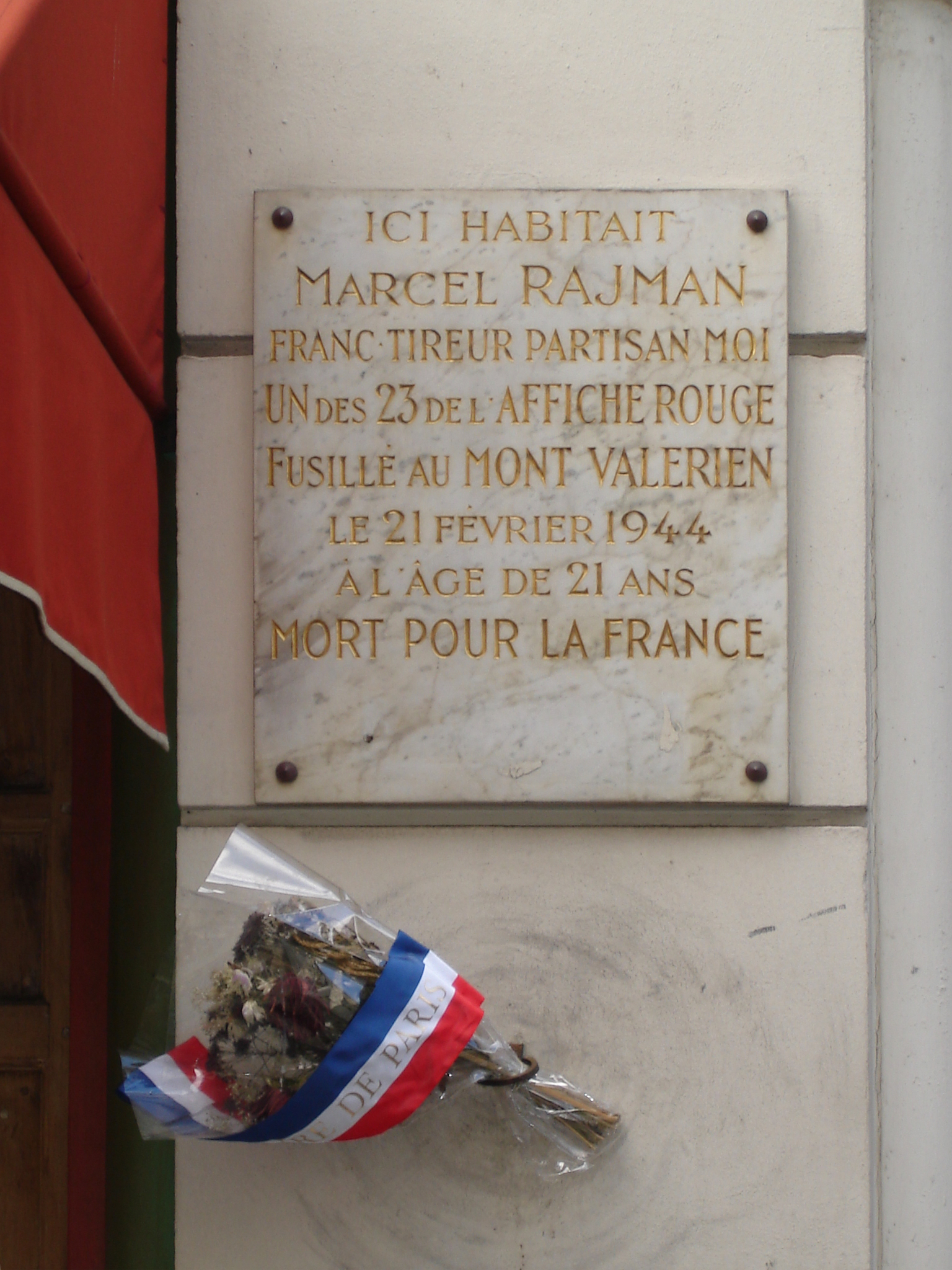
Gedenktafel für Marcel Rayman, No. 1, rue des Immeubles-Industriels, Paris

Marcel Rayman, mit nom-de-guerre und Decknamen auch genannt Faculté, Simon Maujean, Michel und Michel Mieczlav (* 1. Mai 1923, Warschau; † 21. Februar 1944, Fort du Mont-Valérien, Suresnes) war ein polnischer Jude und Freiheitskämpfer der FTP-MOI, einer Gruppierung der Résistance während des Zweiten Weltkriegs, sowie der Anführer von „Stalingrad“, einer sehr aktiven Aktionsgruppe.

## Leben

### Frühe Jahre
Rayman wurde als Kind einer jüdischen Familie geboren und emigrierte 1931 im Alter von acht Jahren mit seinen Eltern nach Frankreich. Mit zehn Jahren wurde er Mitglied der Pionierorganisation und des Männersportklubs Yask. Seinen Schulabschluss (brevet élémentaire) holte er im Alter von fünfzehn Jahren nach und arbeitete danach mit seinen Eltern als Textilarbeiter in der Strickwarenherstellung.

### Politisches Engagement
Als sich in Frankreich die ersten Jungkommunisten-Gruppen (Jeunesses communistes) bildeten, schloss Rayman sich an und betätigte sich in deren Reihen bis 1942 sehr aktiv. Er nahm an verbotenen Demonstrationen teil, klebte politische Plakate und verteilte illegale Flugblätter. Schließlich wurde er Leiter der „Jeunesses communistes“ im 11. Arrondissement von Paris.

### Résistance
Anfang 1942 wollte Rayman Kämpfer bei der zweiten jüdischen Abteilung der Francs-tireurs et partisans (FTP) werden. Er wurde in deren Ränge aufgenommen und zeichnete sich schnell durch seinen Mut und seine Intelligenz aus. Er bekam die Aufsicht über das Training neuer Kämpfer. Als sich die tschechische Untergruppierung der FTP bildete, wurde er ihnen als Ausbilder für Taktiken des Partisanenkampfes zugeteilt. Er war darin sehr erfolgreich und die erste von ihm geleitete Operation gegen deutsche Soldaten an der Brücke Pont des Arts verursachte viel Aufsehen.

#### Mitglied der Gruppe Manouchan
Nach der Gründung der armenischen Untergruppe unter Missak Manouchian wurde Rayman dieser als Inspekteur zugeteilt. Die erste Operation Manouchians in Levallois fand unter Raymans taktischer Leitung statt.
Am 15. Juni 1942 warfen Rayman und Ernest Blankopf im XVI. Arrondissement in der rue Mirabeau auf Höhe der Nr. 17 mehrere Handgranaten und schossen auf ein Transportfahrzeug der Deutschen Kriegsmarine. Die Deutschen erwiderten das Feuer und verwundeten Blankopf schwer, der sich – um nicht lebendig in die Hände der Deutschen zu geraten – seine letzte Pistolenkugel in den Kopf schoss. Rayman konnte entkommen, obwohl er von der Pariser Polizei gesucht wurde.
Während des Sommers 1943 beschloss die FTP-MOI, den deutschen Kommandanten von Groß-Paris General Ernst Schaumburg zu töten. Von Schaumburgs Unterschrift prangte auf in Paris von den deutschen Militärbehörden verbreiteten Plakaten, welche die Exekution von Widerstandskämpfern ankündigten. Spähern der FTP-MOI fiel ein hoher deutscher Offizier auf, der regelmäßig von zwei Garden eskortiert im Bois de Boulogne ausritt und anschließend über die avenue Raphaël zu einem Luxushotel fuhr sowie später zum Hôtel Le Meurice. Die Route war immer die gleiche und Marcel Rayman, Raymond Kojiski und Léo Kneller beschlossen, ihn zu töten. Am 28. Juli 1943 griffen die Drei das Fahrzeug des Offiziers an, indem sie eine Handgranate ins Auto warfen, die den darin befindlichen Offizier tötete. Alle drei Attentäter konnten entkommen – allerdings verfehlten sie ihr Ziel, denn der Getötete war nicht von Schaumburg, sondern Oberstleutnant Moritz von Maliber aus von Schaumburgs Generalstab.

#### Unter Beobachtung
Fortan wurde Marcel Rayman ein wichtiges Fahndungsziel für die deutschen Besatzungsbehörden. Ab Juli/August 1943 konzentrieren sich die Brigades spéciales n°2 der Renseignements généraux auf die Widerstandskämpfer der MOI. Die meistgesuchten Résistancemitglieder im Raum Paris waren Marcel Rayman, Verantwortlicher für Planung und Ausführung von Zug-Entgleisungsoperationen, Missak Manouchian, militärischer Chef der nach ihm benannten Gruppe, und Léo Kneller, ein sehr erfahrener Kämpfer.
Anfang August 1943 wurde Lajb Goldberg – dessen Eltern im Juli im Zuge der Rafle du Vélodrome d’Hiver deportiert wurden und der daraufhin zum Partisanen wurde – identifiziert und bis zur passage de Stinville n°9 verfolgt. Als er das Haus wieder verließ, wurde er von Marcel Rayman begleitet, der nun seinerseits von Inspektor Constant der R.G. verfolgt wurde. Die Wohnung in der rue de Belleville in Paris, die Rayman als Versteck diente, wurde den B.S. 2 der Renseignements généraux bald bekannt. Er wurde jedoch vorerst nur unter verdeckter Beobachtung gehalten und noch nicht verhaftet, um weitere Widerständler aufzuspüren. Bis Ende des Sommers waren fast alle Kämpfer der MOI entdeckt worden.
Unterdessen beobachtete der Nachrichtendienst der FTP-MOI während der Sommermonate 1943 erhöhte Sicherheitsmaßnahmen in der rue Saint-Dominique in Paris. Eine an den vorderen Kotflügeln mit Hakenkreuzfahnen versehene Mercedes-Limousine brachte regelmäßig einen NS-Würdenträger in den Hof der Maison de la Chimie. Nach vier Monaten der Beobachtung wies die militärische Führung der MOI Marcel Rayman, Léo Kneller und Celestino Alfonso an, einen Attentatsplan gegen diesen NS-Funktionär zu entwickeln. Die Operation wurde gegen Ende August 1943 der Verantwortung Missak Manouchians unterstellt.
Als der SS-Führer am 28. September 1943 um 8:30 Uhr den Wagen bestieg, schoss Celestino Alfonso auf ihn, doch der Angegriffene wurde nur verwundet (angeblich dämpften die Glasscheiben die Kugeln oder lenkten diese ab). Der SS-Führer versuchte daraufhin, durch die Tür auf der anderen Wagenseite zu fliehen, starb aber durch drei Kugeln, die Marcel Rayman daraufhin auf ihn abfeuerte. Die Widerstandskämpfer erfuhren die Identität des Getöteten erst später aus der deutschen Presse: Es handelte sich um Julius Ritter, verantwortlich für die Aushebung von Zwangsarbeitern in Frankreich (Service du travail obligatoire, STO). Die Verurteilung dieser „abscheulichen Tat“ auf den Titelseiten der Zeitungen sowie die Trauerfeierlichkeiten in der Kirche La Madeleine verliehen diesem Attentat zusätzliche Bekanntheit.
Zu diesem Zeitpunkt stand Rayman schon seit zwei Monaten unter Beobachtung durch die B.S. n°2. Nach dem Anschlag auf Ritter übten die deutschen Besatzungsbehörden Druck auf die Brigades speciales n°2 aus, Erfolge im Kampf gegen die Widerstandskämpfer vorzuweisen. Das löste eine Verhaftungswelle aus, bei der die bis dato identifizierten FTP-MOI-Akteure verhaftet wurden. Unter Folter gaben einige von ihnen weitere Namen preis, was zu noch mehr Verhaftungen führte.

### Gefangennahme und Hinrichtung
Marcel Rayman wurde von den Brigades spéciales am 6. November 1943 um 13:30 Uhr bei einem Treffen mit Olga Bancic auf der rue du docteur Paul Brousse (Paris 17ème) mit anderen Widerstandskämpfern verhaftet. Innerhalb weniger Wochen wurden fast alle Mitglieder der Gruppe Manouchian verhaftet, nur einer, der Italiener Ildo Stanzani konnte entkommen. Die 23 Verhafteten werden bei den wochenlangen Verhören gefoltert. Zwischen dem 17. und 22. Februar 1944 wurden Rayman und seine Kameraden in einem Schauprozess im Hôtel Continental zum Tode verurteilt und alle außer Olga Bancic noch am letzten Prozesstag im Fort du Mont Valérien in Suresnes, einem Pariser Vorort, erschossen. Olga Bancic wurde drei Monate später in Stuttgart erneut zum Tode verurteilt und dort geköpft.

## Personenbeschreibung
Kurze Personenbeschreibung Marcel Raymans, nom-de-guerre Faculté, angefertigt von Ermittlern der Brigade spéciale n°2 der Renseignements généraux:

« Faculté : 19 ans, corpulence trapue, visage rond, cheveux châtain foncé, frisés et abondants, chandail bleu marine à col roulé, pardessus bleu à martingale, souliers noirs, porte une serviette sous le bras. »

„Faculté: 19 Jahre, gedrungen, rundes Gesicht, dunkelbraune, lockige und üppige Haare, marineblauer Rollkragenpullover, blauer Martingale-Mantel (?), schwarze Schuhe, trägt eine Aktentasche unter dem Arm.“

## L’Affiche rouge
Marcel Rayman erschien mit Portraitfoto und Namen auf dem berüchtigten Affiche rouge (Rotes Plakat), einem Propagandaplakat, das nach der Hinrichtung der Kämpfer der Gruppe Manouchian tausendfach plakatiert wurde. Der hohe Bekanntheitsgrad des Affiche rouge führte dazu, dass diese Résistance-Gruppe in den Jahrzehnten danach auch selbst als Gruppe Affiche-rouge bekannt blieben.
Beschriftung:

« RAYMAN, juif polonais, 13 attentats »

„RAYMAN, polnischer Jude, 13 Anschläge“

## Verschiedenes
Raymans Mutter Chana Rayman wurde ins KZ Auschwitz-Birkenau deportiert und dort in der Gaskammer ermordet. Sein jüngerer Bruder Simon wurde ins KZ Buchenwald eingeliefert.

## Film
- Im französischen Kinofilm L’armée du crime von 2009 wird Marcel Rayman vom Schauspieler Robinson Stévenin dargestellt. Die Filmregie führte Robert Guédiguian. Der Film thematisiert die Rolle der Immigranten in der Résistance, insbesondere die Manouchian-Gruppe.[5]